# Primož Gliha
Primož Gliha (* 8. Oktober 1967 in Ljubljana, SFR Jugoslawien) ist ein ehemaliger jugoslawischer, später slowenischer, Fußballspieler auf der Position eines Stürmers und Fußballtrainer zuletzt trainierte er die Nationalmannschaft des Kosovo.
Sein Sohn Erik Gliha (* 1997) ist ebenfalls ein Profifußballspieler.

## Vereinskarriere

### Karrierebeginn in der Heimat
Primož Gliha wurde am 8. Oktober 1967 in Ljubljana, der Hauptstadt der damaligen Sozialistischen Republik Slowenien, geboren und spielte bereits in seiner Jugend für den lokalen Verein NK Olimpija Ljubljana. Bei diesem schaffte er in der Saison 1985/86 den Durchbruch in der Herrenmannschaft mit Spielbetrieb in der Drittklassigkeit, einer rein slowenischen Liga. Nachdem das Team erst im Jahre 1984 aus der höchsten Liga und 1985 in dritte Liga abgestiegen war, erfolgte ein düsterer Saisonstart 1985/86. Obgleich dieses Saisonstarts konnte Olimpija Ljubljana die Spielzeit noch auf dem dritten Tabellenplatz beenden und war dabei nicht weit von seinem Aufstieg in die nächsthöhere Spielklasse entfernt; Gliha kam dabei unter Trainer Zdenko Verdenik zu zehn Ligaspielen, sowie auf fünf -tore. Sein Debütspiel in der Herrenmannschaft absolvierte am 25. August 1985. Wesentlich besser agierte die Mannschaft in der nachfolgenden Spielzeit 1986/87 und stieg nach 20 Siegen, sechs Unentschieden und keiner einzigen Niederlage als Meister der slowenischen Gruppe in die zweithöchste jugoslawische Fußballliga auf; eine Differenz von 64:6 Toren zeugte ebenfalls von einer gewissen Qualität. Gliha, der in dieser Saison unter Nedeljko Gugolj, der bereits in den Jahren 1969 bis 1973 und von 1982 bis 1984 das Traineramt innehatte, in abermals zehn Meisterschaftsspielen eingesetzt wurde, steuerte unter anderem auch zwei Tore bei.
In der West-Staffel der zweigleisigen jugoslawischen Zweitklassigkeit belegte Olimpija Ljubljana den zwölften Tabellenplatz im Endklassement. Aufgrund einer neuerlichen Ligareform und dem Zusammenschluss der Ost- und West-Staffel zu einer gesamtjugoslawischen zweiten Fußballliga, durften die ersten neun Mannschaften in dieser bleiben, während die letzten neun absteigen mussten. Da Olimpija die einzige Mannschaft aus der SR Slowenien in der Liga war, wurde sie vom Abstieg verschont und durfte weiterhin in dieser bleiben. Unter Miloš Šoškić dürfte Gliha in dieser Saison nicht zum Einsatz gekommen sein; auch in diversen Statistiken scheinen keine Einsätze des jungen Offensivakteurs für diese Spielzeit auf. In der Saison 1988/89, mittlerweile 20- bzw. 21-jährig, war Gliha noch immer kein Stammspieler in der von Šoškić geleiteten Mannschaft. Als die Mannschaft rund um Janez Pate, Damir Vrabac, Zoran Ubavič, Peter Ameršek, Jedinko Perica, Džoni Novak, Robert Englaro, Nenad Podgajski oder Aleš Čeh nach 38 Partien am Saisonende als Meister zusammen mit dem Zweitplatzierten, dem FK Borac Banja Luka, in die 1. jugoslawische Liga aufstieg, hatte es der Stürmer auf lediglich 13 für ihn persönlich torlose Meisterschaftseinsätze gebracht.

### Rückkehr in die Erstklassigkeit
In der höchsten Fußballliga der SFR Jugoslawien war Gliha nunmehr auf dem besten Wege eine Stammkraft zu werden und absolvierte immerhin 24 der 34 Meisterschaftsspiele und erzielte vier Treffer. Mit einem achten Platz am Saisonende 1989/90 war auch ein Startplatz im Intertoto-Cup 1990 verbunden. In diesem belegte die Mannschaft in der Gruppe 10 hinter dem FC Bayer 05 Uerdingen und vor den beiden Klubs FC Berlin und Grasshopper Club Zürich den zweiten Platz. Die darauffolgenden Saison 1990/91, die letzte der 1. jugoslawischen Fußballliga, verlief hingegen weniger spektakulär. Nach 36 Meisterschaftspartien rangierte Olimpija Ljubljana auf dem 14. Platz im Endklassement und Gliha konnte mit vier Treffern aus lediglich zehn Ligaspielen ebenfalls nicht als einer der Leistungsträger bezeichnet werden. Noch vor dem Saisonende wechselte der Angriffsspieler zum Traditionsverein Dinamo Zagreb, zu diesem Zeitpunkt, dem Beginn der Jugoslawienkriege, unter dem Namen HAŠK Građanski bekannt, mit dem er die Saison auf dem zweiten Tabellenplatz und einem damit verbundenen Startplatz in der ersten Runde des UEFA-Pokals 1991/92 beendete. Bei zwei Ligaeinsätzen für die Zagreber gelangen ihm in dieser Saison ebenso viele Treffer.

### Über Dinamo Zagreb nach Japan und retour nach Slowenien
Bereits im Jahre 1992 wechselte der gebürtige Slowene nach Japan, wo er bei den Yokohama Flügels, die im Jahre 1999 zusammen mit den Yokohama Marinos zum Yokohama F. Marinos fusionierten, unter Vertrag genommen wurde. Über Ligaeinsätze Glihas in Japan ist nichts bekannt, jedoch nahm er im September 1992 zumindest an zwei Spielen des J.League Cups des Jahres 1992 gegen die Kashima Antlers und Nagoya Grampus teil, wobei er gegen das letztgenannte Team auch einen Treffer erzielte. Sein Aufenthalt in Japan blieb eine Stippvisite, da er noch im Frühjahr 1993 nach Slowenien zurückkehrte und hier ab März in sieben Ligaspielen des NK Krka eingesetzt wurde und ein Tor beisteuerte. In der Slovenska Nogometna Liga 1993/94, der dritten Spielzeit der höchsten slowenischen Fußballliga seit der Unabhängigkeit von der SFR Jugoslawien, wechselte Primož Gliha zum NK Mura, bei dem er rasch zu einer treibenden Kraft in der Offensive wurde. Unter seinem ehemaligen Trainer Miloš Šoškić war er neben Igor Poznič, Goran Gutalj und Robert Belec einer von zumeist vier eingesetzten Stürmern und dabei auch der torgefährlichste. Als Vizemeister hinter seinem Ausbildungsverein Olimpija Ljubljana beendete Gliha mit dem Klub aus Murska Sobota die Saison 1993/94 und kam in dieser selbst 24 der 30 möglich gewesenen Ligapartien zum Einsatz, wobei er 15-facher Torschütze war. Des Weiteren stand er mit dem Klub im Finale des slowenischen Fußballpokals 1993/94 und unterlag in diesem nach einem 1:0-Sieg im Hinspiel mit 1:3 im Rückspiel gegen den NK Maribor, was zu einem Gesamtergebnis von 2:3 und dem Titelgewinn durch die Mariborer führte.
Die Teilnahme am UEFA-Pokal 1994/95, als der NK Mura ohnehin bereits in der Vorrunde gegen den FC Aarau ausschied, blieb dem jungen Stürmer verwehrt, da sich davor bereits ein weiterer Vereinswechsel für ihn auftat. Bereits in der darauffolgenden Saison trat er für den in seiner Geburtsstadt ansässigen Železničar Ljubljana in Erscheinung und brachte es für die Eisenbahner in einer Saison, die durch diverse Trainerwechsel des Vereins geprägt war, als Stammspieler in der Offensive bei 26 Meisterschaftseinsätzen zu 13 Toren. Vor allem in der Anfangszeit fiel Gliha durch Doppelpacks und einen Hattrick auf. Nach zwölf absolvierten Partien hatte er es bereits auf elf Treffer gebracht, ehe seine Torgefährlichkeit ab November 1994 wieder merklich abnahm. Dennoch wurde er bereits zu dieser Zeit von internationalen Klubs umworben, sodass sich bald ein Wechsel ins Ausland für den mittlerweile 27-Jährigen abzeichnete.

### Zwei Spielzeiten in Frankreich
Unter dem ehemaligen Fußballtorhüter und einmaligen französischen Nationalspieler Albert Rust, der nunmehr als Fußballtrainer fungierte, kam er ab der Saison 1995/96 für Chamois Niortais in der zweithöchsten Fußballliga Frankreichs zum Einsatz. Dort entwickelte sich der Mittelstürmer rasch zu einem Stammspieler, wurde in 37 von 42 Ligaspielen eingesetzt und galt neben dem Brasilianer Walquir Mota als einer der torgefährlichsten Spieler der Westfranzosen, obwohl er es bis zum Saisonende auf lediglich sieben Treffer gebracht hatte. Am Ende rangierte die Mannschaft mit einer weitgehend ausgewogenen Tordifferenz auf dem 16. Tabellenplatz und war damit nicht mehr weit von einem etwaigen Abstiegsplatz entfernt. In die darauffolgenden Spielzeit 1996/97 startete Gliha mit seinem Team wieder als äußerst torgefährlich und konnte bis zum August bereits acht Tore in 19 Ligapartien vorweisen. Dennoch kehrte er noch in diesem Jahr den Franzosen den Rücken und kam zurück in sein Heimatland, wo er beim ebenfalls in seiner Geburtsstadt ansässigen NK Slavija Vevče, der mittlerweile ebenfalls in der slowenischen Erstklassigkeit vertreten war, anheuerte. Beim Klub aus Niort kam Gliha neben 56 Ligaeinsätzen und 15 -toren auch auf saisonübergreifend sechs Einsätze in der Coupe de la Ligue.

### Diverse Stationen in Slowenien und Israel
Bereits in seiner ersten Partie für Slavija Vevče am 24. August 1997 gelang dem mittlerweile 29-jährigen Angriffsspieler bei der 3:4-Auswärtsniederlage gegen den NK Publikum Celje ein Treffer, ehe er in der 61. Spielminute durch Zoran Poglajen ersetzt wurde. Noch im Dezember 1997 absolvierte er ein Probetraining bei Sheffield Wednesday, die zu diesem Zeitpunkt in der Premier League vertreten waren; jedoch kam es zu keiner Verpflichtung. Nach insgesamt sieben Spielen und drei Toren in der Slovenska Nogometna Liga 1997/98 trat der 1,80 m große Stürmer einen weiteren Auslandswechsel an und wechselte zu Hapoel Bet Sche’an in die damals noch erstklassige Liga Leumit, die heute als zweithöchste Fußballliga Israels gilt. Nachdem er sich hier nicht durchsetzen konnte und offenbar zu keinem Pflichtspieleinsatz gekommen war, kehrte er bereits im Jahre 1998 wieder nach Slowenien zurück, wo er in der Zwischenzeit bei seinem Ausbildungsverein Olimpija Ljubljana unterkam. Nach sechs Spielen, die er zwischen September und November 1998 in der höchsten Fußballliga des Landes absolviert hatte und dabei zweimal zum Torerfolg kam, fand er erneut bei einem israelischen Verein eine Anstellung. So wechselte er noch im Winter zum Traditionsverein Hapoel Tel Aviv, der neben Maccabi Tel Aviv und Maccabi Haifa als einer der erfolgreichsten Fußballvereines des Landes gilt. Über die genaue Anzahl an Einsätzen beim hiesigen Verein, dessen Herrenfußballmannschaft zu diesem Zeitpunkt von Eli Cohen betreut wurde, ist nichts bekannt. Zumindest 1998/99 gewann Gliha mit dem Klub den israelischen Fußballpokal und wechselte zur Saison 1999/2000 in die damalige zweite israelische Liga zum FC Bnei Sachnin, einem Fußballverein arabischer Israelis, bei dem er jedoch offenbar wieder nicht eingesetzt wurde.

### Karriereausklang in Österreich, Ungarn und Slowenien
Schließlich wechselte er zur Saison 2000/01 zum SAK Klagenfurt, mit dem er in dieser Spielzeit von der drittklassigen österreichischen Regionalliga Mitte in die Kärntner Landesliga abstieg, was für den mittlerweile 33-jährigen Slowenen einen weiteren Vereinswechsel nach sich zog. Vom Klub der Kärntner Slowenen schaffte er noch einmal den Sprung in den Profifußball, als er noch in der laufenden Saison 2000/01 beim ungarischen Erstligisten Zalaegerszegi TE FC aufgenommen wurde. In fünf Ligapartien eingesetzt, erzielte der slowenische Offensivakteur einen Treffer. Während der Klub in der ersten Saisonhälfte in der Gruppe B den sechsten Tabellenplatz belegte und sich damit gerade noch für die Endrunde qualifizierte, gelangte Gliha mit der Mannschaft in dieser auf den zehnten Platz und schaffte so noch den Klassenerhalt. Noch bevor der Verein zum größten Erfolg in seiner über 80-jährigen Geschichte ausholen konnte, verließ der Slowene jedoch wieder den Verein und schloss sich in der Sommerpause vor der Spielzeit 2001/02 dem ND Gorica in seiner Heimat Slowenien an. Zwischen August und September 2001 kam der 1,80 m große Rechtsfuß in sechs Meisterschaftsspielen zum Einsatz und steuerte ein Tor bei; danach gehörte er nicht mehr dem offiziellen Kader an. Hinzu kamen auch noch zwei Einsätze in der ersten Runde des UEFA-Pokals 2001/02 gegen den NK Osijek, gegen den man zwei Niederlagen hinnehmen musste und so aus dem Bewerb schied. Wie bereits in der Saison zuvor wurde der Verein aus Nova Gorica auch 2001/02 slowenischer Pokalsieger und qualifizierte sich ein weiteres Mal für die Qualifikationsrunde des UEFA-Pokals. Gliha kam im slowenischen Pokal 2001/02 in einer Begegnung im September zum Einsatz; auch danach blieben Einsätze in diesem Wettbewerb aus.
Der weitere Weg führte den einst torgefährlichen Mittelstürmer danach ein weiteres Mal nach Zalaegerszeg, wo er 2002/03 noch für eine weitere Saison die Fußballschuhe schnürte. Über etwaige Einsätze ist nichts bekannt; in den diversen ungarischen Statistikseiten (wie beispielsweise magyarfutball.hu) scheinen für Gliha ebenfalls keine Einsatzdaten für diese Saison auf. Ab der Saison 2003/04 hinterlegte er seinen Spielerpass beim NK Ljubljana und sollte nur bei etwaigen großflächigen Ausfällen des Kaders eingesetzt werden. Sein Abschiedsspiel absolvierte der Stürmer am 15. Oktober 2004, wenige Tage nach seinem 37. Geburtstag, als ihn der um ein Jahr jüngere Trainer und sein einstiger Teamkollege Safet Hadžić bei einer 1:4-Auswärtsniederlage gegen seinen Ausbildungsverein Olimpija Ljubljana ab der 56. Spielminute für Gregor Režonja einsetzte. Er spielte bis zum Ende durch und erhielt noch kurz vor Abpfiff in der 92. Spielminute eine gelbe Karte. Umgehend nach seinem Karriereende schlug er eine Laufbahn als Fußballtrainer ein und begann diese bei besagtem NK Olimpija Ljubljana, der nach finanziellen Schwierigkeiten aufgelöst und als NK Bežigrad neugegründet wurde.

## Nationalmannschaftskarriere

### Nationalspieler der ersten Stunde
Primož Glihas Karriere in der slowenischen Nationalmannschaft begann direkt nach der Abspaltung von der SFR Jugoslawien, als er im ersten – zumeist als inoffiziell bezeichneten – Länderspiel gegen Kroatien am 19. Juni 1991 im Fazanerija-Stadion von Murska Sobota unter Trainer Bojan Prašnikar eingesetzt wurde. Dabei spielte er von Beginn an und wurde ab der 80. Spielminute durch Matej Vidovič ersetzt; die Partie endete nach einem Tor von Fabijan Komljenović in einem 1:0-Sieg der Kroaten. Als Slowenien am 3. Juni 1992 sein erstes offizielles Länderspiel gegen Estland bestritt, war Gliha abermals mit von der Partie und kam unter Prašnikar zu seinem offiziellen Länderspieldebüt. Nachdem er in den darauffolgenden zwei Länderspielen im November 1992 und im April 1993 nicht berücksichtigt worden war, kam er erst am 13. Oktober 1993 bei einem 4:1-Sieg über Mazedonien zu seinem zweiten Länderspieleinsatz. Da die slowenische Nationalmannschaft aufgrund der noch ausstehenden Aufnahme in die UEFA und die FIFA nur Freundschaftsspiele bestreiten durfte, trat Prašnikar im Dezember 1993 freiwillig zurück. Ihm folgte im Jahre 1994 Zdenko Verdenik, unter dem Gliha zum Stammspieler in der Nationalelf seines Heimatlandes wurde.

### Stammspieler unter Zdenko Verdenik
Bereits bei seinem dritten Länderspiel, einem 1:0-Sieg über Georgien am 8. Februar 1994, kam der Mittelstürmer zu seinem ersten Treffer für Slowenien. Auch in den beiden anderen Partien anlässlich des diesjährigen Malta (Rothmans) International Tournaments kam Gliha zum Einsatz und erzielte in der letzten Partie, einem 1:0-Sieg über Gastgeber Malta, ebenfalls den spielentscheidenden Treffer. Slowenien absolvierte in weiterer Folge zwischen Ende März 1994 und Anfang Juni 1994 vier weitere freundschaftliche Länderspiele; in zweien davon war Gliha im Einsatz. Danach absolvierten die Slowenen über einen Zeitraum von einem Jahr von September 1994 bis November 1995 zehn Qualifikationsspiele zur EM 1996 und traten sonst in keinen anderen Länderspielen und noch nicht einmal in Freundschaftsspielen an. Gliha wurde in allen zehn Qualispielen eingesetzt, konnte seinem Heimatland jedoch auch nicht zu einer erstmaligen Teilnahme an einem Großturnier verhelfen. Als Fünfter der Gruppe A und mit immerhin elf erreichten Punkten beendete Slowenien die EM-Qualifikation; Gliha erzielte bei seinen zehn Einsätzen drei Tore.
Ab dem Jahre 1996 nahmen die Einsätze des zu diesem Zeitpunkt gerade 28-jährigen Offensivspielers bereits etwas ab. Von den acht möglich gewesenen Einsätzen im Jahre 1996 absolvierte er lediglich vier Partien und kam einmal zum Torerfolg. Hierbei absolvierte er am 24. April 1996 auch sein erstes Qualifikationsspiel für eine Fußball-Weltmeisterschaft, als er bei einer 0:2-Niederlage gegen Griechenland eingesetzt wurde. An dieser Qualifikation nahm er auch im darauffolgenden Jahr 1997 teil, nachdem er bereits im März an einem Vorbereitungsspiel gegen Österreich teilgenommen und dabei ein Tor erzielt hatte. Danach brachte er es unter Verdenik zu fünf weiteren EM-Qualifikationsspielen und erzielte bei einem 3:3-Remis gegen Kroatien am 2. April sogar einen Hattrick. Mit 5:20 Toren und lediglich einem einzigen Punkt aus acht Qualipartien rangierte Slowenien am Ende der Qualifikation abgeschlagen auf dem letzten Platz der Gruppe 1, woraufhin Zdenko Verdenik sein Traineramt abgeben musste und abermals Bojan Prašnikar übernahm. Der mittlerweile 30-jährige Gliha wurde danach kaum mehr berücksichtigt und absolvierte am 14. Oktober 1998 bei einem Qualifikationsspiel zur Europameisterschaft 2000 sein letztes Länderspiel für Slowenien. Für sein Heimatland kam Primož Gliha in insgesamt 28 – zählt man das inoffizielle im Jahre 1991 dazu, dann in 29 – Länderspielen zum Einsatz und erzielte zehn Tore. Mit seinen zehn Treffern rangiert er heute (Stand: 2018) noch immer unter den Top 10 der slowenischen Rekordtorschützen.

## Trainerkarriere

### Rascher Aufstieg mit dem NK Bežigrad
Umgehend nach seinem Karriereende schlug er eine Laufbahn als Fußballtrainer ein und begann diese beim NK Olimpija Ljubljana, der nach finanziellen Schwierigkeiten aufgelöst und als NK Bežigrad neugegründet wurde. Erst am 2. März 2005 gegründet startete die Herrenmannschaft 2005/06 in die fünfthöchste slowenische Fußballliga. Mit dem torgefährlichen Routinier Zoran Ubavič, der als bester Torschütze der Mannschaft auf 17 Treffer kam, stieg die Mannschaft nach 16 Siegen und einem Remis aus 17 Ligapartien problemlos in die nächsthöhere Spielklasse auf. In dieser konnten abermals Routiniers wie Miran Pavlin und der mittlerweile 41-jährige Zoran Ubavič als Leistungsträger fungieren und waren mit jeweils 24 Treffern die beiden besten Torschützen des NK Bežigrad. Mit seiner betreuten Mannschaft kam Gliha in der Saison 2006/07 auf eine Bilanz von 19 Siegen und drei Unentschieden aus 22 Ligapartien, sowie auf eine Tordifferenz von 91:13. Damit war der abermalige Aufstieg besiegelt. Nach zwei überaus erfolgreichen Spielzeiten ohne Pflichtspielniederlage wurde Gliha von einem slowenischen Erstligisten abgeworben und gab sein Traineramt beim NK Bežigrad an seinen ehemaligen Mannschaftskollegen Janez Pate ab. Dieser stieg mit dem Team 2007/08 in zweite Liga und bereits 2008/09 in die höchste Spielklasse des Landes auf. Primož Gliha war nach seiner Abwerbung für eine Spielzeit Trainer der Herrenmannschaft des NK Drava Ptuj. Die Saison 2007/08 schloss die Mannschaft auf dem neunten von zehn Tabellenplätzen ab und musste daraufhin in die Relegation, die mit einem Gesamtscore von 2:1 gegen den SC Bonifika gewonnen wurde.

### Diverse weitere Stationen in der 1. und 2. SNL
Obgleich des Klassenerhaltes verließ Gliha mit Saisonende den Verein und kam innerhalb der slowenischen Erstklassigkeit zum ND Gorica, wo er Darko Milanič, der seine Karriereabschnitt als Erfolgstrainer des NK Maribor begann, ablöste. Den ND Gorica betreute Gliha von Beginn der Spielzeit 2008/09 bis Mitte März 2009, ehe er durch Miran Srebrnič, der in weiterer Folge mit der Mannschaft noch slowenischer Vizemeister wurde, ersetzt. Im slowenischen Fußballpokal 2008/09 schaffte es die Mannschaft auch bis ins Halbfinale und unterlag in diesem knapp mit einem Gesamtergebnis von 3:4 dem FC Koper. Bereits in der Sommerpause vor der Saison 2009/10 unterschrieb der einstige Offensivakteur beim slowenischen Zweitligisten ND Mura 05 einen Vertrag und führte sein Traineramt bis Anfang Februar 2010 aus. In der gerade bestehenden Winterpause rangierte er mit dem Klub auf Platz 3 und war danach etwas über ein Jahr lang vereinslos, ehe er das Traineramt beim FC Koper übernahm. Doch auch hier war er nicht lange im Amt; bereits nach nicht einmal sieben Monaten wurde Gliha im April 2011 vom amtierenden Meister kurz vor Saisonende wieder von seinen Pflichten entbunden. Unter Interimstrainer Nedžad Okčič, der bis zum Ende der Saison 2010/11 übernahm, erreichte der Klub aus der Hafenstadt Koper noch einen dritten Platz im Endklassement.

### Engagements beim slowenischen Fußballverband
In den nachfolgenden Jahren war Gliha vereinslos bzw. war für den slowenischen Fußballverband tätig. 2014 übernahm er kurzzeitig das Amt des Trainingsleiters der slowenischen U-18- bzw. U-19-Nationalmannschaft, ehe er mit Jahresbeginn 2015 Trainer der slowenischen U-21-Nationalmannschaft wurde. Mit dieser nahm er unter anderem an den Qualifikationen zu den U-21-Europameisterschaften 2015, 2017 und 2019 teil, konnte sich mit den Slowenien allerdings nicht qualifizieren. Im November 2020 wurde Gliha von Milenko Ačimovič als Trainer der slowenischen U-21-Nationalmannschaft abgelöst.

## Sonstiges
Im Jahre 2015 wurde durch Swiss-Leaks aufgedeckt, dass Gliha für einen Zeitraum von vier Jahren ein geheimes Konto bei der Schweizer Niederlassung der HSBC besaß. Das Konto eröffnete er bereits zwei Monate vor seinem offiziellen Wechsel nach Frankreich im Jahre 1995, wobei für den Kontozugriff auch seine Ehefrau Irena bevollmächtigt war. Das Konto wurde mit 18. Januar 1999 wieder geschlossen, nachdem Gliha bereits bei Hapoel Tel Aviv unter Vertrag stand und nunmehr ein israelisches Konto verwendete, da ein Transfer des Geldes nach Slowenien als zu riskant galt.

## Erfolge als Spieler

### Vereinserfolge
mit dem NK Olimpija Ljubljana
- Meister der 3. jugoslawischen Fußballliga – slowenische Gruppe: 1986/87
- Meister der 2. jugoslawischen Fußballliga: 1988/89

mit Dinamo Zagreb
- Jugoslawischer Vizemeister: 1990/91

mit dem NK Mura
- Slowenischer Vizemeister: 1993/94
- Slowenischer Fußballpokalfinalist: 1993/94

mit Hapoel Tel Aviv
- Israelischer Fußballpokalfinalist: 1998/99

mit dem ND Gorica
- Slowenischer Fußballpokalfinalist: 2001/02

## Erfolge als Trainer
mit dem NK Bežigrad (NK Olimpija Ljubljana)
- Meister der slowenischen 5. Liga: 2005/06
- Meister der slowenischen 4. Liga: 2006/07